# Mosambikanische Badmintonmeisterschaft 1989
Die Mosambikanische Badmintonmeisterschaft 1989 fand vom 19. bis zum 21. Januar 1989 in Beira statt. Es war die 9. Austragung der nationalen Titelkämpfe im Badminton von Mosambik.

## Medaillengewinner
| Disziplin    | Gold                           | Silber                            |
| ------------ | ------------------------------ | --------------------------------- |
| Herreneinzel | Luis Antonio Timm              | Arnaldo Bongo                     |
| Dameneinzel  | Irene Stuart                   | Sonia Cruz                        |
| Herrendoppel | Luis Antonio Timm Paulo Oscar  | Serpa Pinto Horacio Arnaldo Bongo |
| Damendoppel  | Sonia Cruz Irene Stuart        | Suzana Cruz Sandra                |
| Mixed        | Luis Antonio Timm Irene Stuart | Arnaldo Bongo Alcina              |